# Caron (Schiff)
Die Caron, (DD-970) war ein Zerstörer der United States Navy und gehörte der Spruance-Klasse an. Sie war benannt nach Hospital Corpsman Third Class Wayne Caron (1946–1968), der im Vietnamkrieg fiel und postum die Medal of Honor erhielt.

## Geschichte

### Bau
1971 wurde die DD-970 in Auftrag gegeben und am 1. Juli 1974 bei Ingalls Shipbuilding auf Kiel gelegt. Nach weniger als einem Jahr im Trockendock lief das Schiff vom Stapel und wurde nach erfolgter Endausrüstung am 1. Oktober 1977 bei der Navy in Dienst gestellt.

### Erste Jahre und Kollision
Nach ersten Fahrten, die die Caron ins Mittel- und Schwarze Meer führten, nahm sie als Teil der Kampfgruppe um die Independence im Oktober 1983 an der US-Invasion in Grenada teil. Direkt im Anschluss verlegte das Oberkommando den Zerstörer ins Mittelmeer, wo er vor der Küste des Libanon kreuzte. 1986 folgte eine Einsatzfahrt mit dem Träger America, der die Caron in die Große Syrte führte. Am 23. März überquerte sie zusammen mit der Ticonderoga und der Scott die von Libyen erklärte „Linie des Todes“, was einen Schusswechsel mit Einheiten der libyschen Streitkräfte provozierte, in den die Caron jedoch nicht verwickelt wurde.

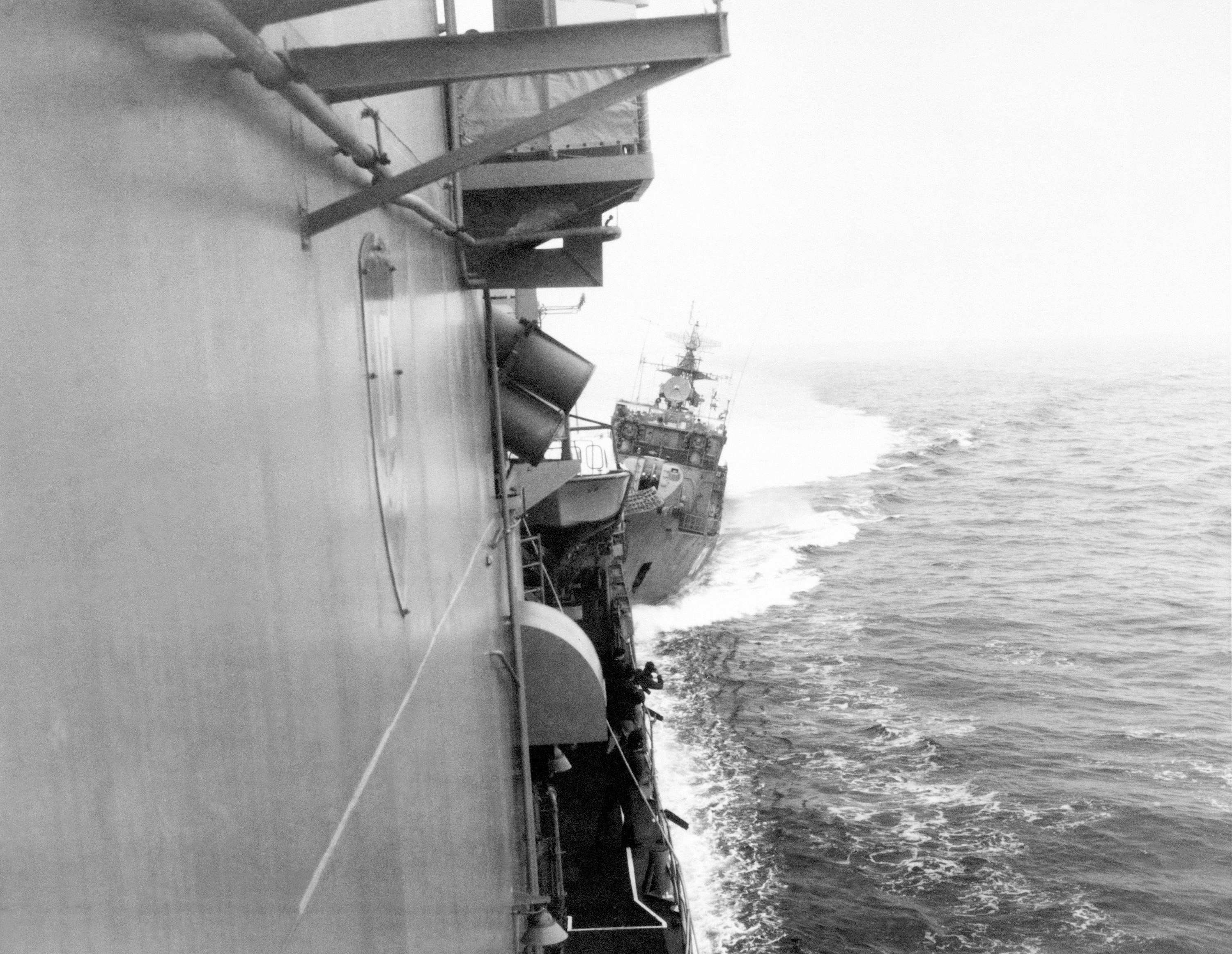
Kollision der Caron mit der sowjetischen Fregatte

Beim Zwischenfall im Schwarzen Meer 1988 befand sich die Caron im Schwarzen Meer, wo sie zusammen mit der Yorktown ihr Recht auf friedliche Durchfahrt durch Gewässer wahrnehmen wollte, die innerhalb der Zwölfmeilenzone der Sowjetunion lagen. Dieses Recht erlaubt jedem Schiff, Hoheitsgewässer eines fremden Staates zu passieren, wenn dies den kürzesten Weg aus und in internationale Gewässer darstellt. Die Sowjetunion verweigerte dieses Recht jedoch an bestimmten Stellen, so auch hier vor der Krim. Da die Caron außerdem Empfangs- und Auswertungsgeräte für Radarsignale an Bord hatte, die von der National Security Agency betrieben wurden, schickte die Sowjetunion zwei Schiffe, eine leichte Fregatte des Projekt 35 (Mirka-II-Klasse) und eine Lenkwaffenfregatte der Kriwak-Klasse, um die amerikanischen Schiffe abzudrängen. Dabei kam es zu leichten Kollisionen zwischen der Yorktown und der Kriwak-I-Fregatte Bessawetni sowie zwischen der Caron und der Mirka-Fregatte, bei denen jedoch keine großen Schäden entstanden.

### Letzte Jahre und Versenkung
Bis 1990 lag das Schiff daraufhin in der Werft, wo eine ohnehin angesetzte Überholung stattfand. Ab dem 14. Januar 1991 bis zum Ende des Konflikts nahm die Caron an Operation Desert Storm teil. 1993 folgten Operationen zur Durchsetzung des UN-Embargos gegen die Karibikinsel Haiti. Nachdem 1995 Übungen mit NATO-Einheiten vor Dänemark durchgeführt wurden, verlegte die Caron 1996 in den Persischen Golf, wo sie an Operation Southern Watch teilnahm. 1998 folgten Übungen im Mittelmeer und dem östlichen Atlantik. Anfang des Jahres wurde das Schiff in die Newport News Shipbuilding gebracht, wo eine erneute Überholung stattfand. 2000 folgte eine letzte Einsatzfahrt mit der George Washington, im Herbst 2001 wurde die Caron schließlich außer Dienst gestellt.
Am 4. Dezember 2002 wurde die Caron vor die Küste von Puerto Rico geschleppt, wo Schocktests durchgeführt werden sollten, um den Effekt von Unterwasserexplosionen auf den Rumpf eines Kriegsschiffes zu erforschen. 2003 sollte die Caron schließlich in einer SINKEX, also einer speziell zu diesem Zweck anberaumten Übung, versenkt werden. Jedoch sank der Zerstörer bereits unvorhergesehen während der Schocktests 2002.